# Shorewall
Shorewall (Shoreline Firewall) è un firewall software con licenza open source creato sopra il sistema Netfilter (iptables/ipchains) del kernel di Linux, per semplificare la gestione di complesse configurazioni di rete.
Usando un'analogia comprensibile ai programmatori: Shorewall sta a iptables, come il linguaggio C sta all'assembly. Forniscono ambedue un maggiore livello di astrazione per descrivere delle regole tramite file di testo.
Non è un demone dato che non viene eseguito in continuo ma configura le regole del kernel in modo da permettere o negare il traffico attraverso il sistema. Shorewall viene configurato attraverso un insieme di file di configurazione di testo semplice e non possiede un'interfaccia grafica, anche se è disponibile separatamente un modulo Webmin. Un'utilità di monitoraggio della rete, compresa nel pacchetto di Shorewall, può essere usata per controllare lo stato del sistema in funzione o aiutare durante la fase di collaudo.
Shorewall viene usato principalmente nelle installazioni di reti (piuttosto che nell'uso come firewall personale), dato che le sue caratteristiche peculiari lo rendono molto potente nella gestione delle "zone", come quelle presenti nelle DMZ o nelle reti complesse. Ogni zona possiede regole differenti che possono essere, per esempio, più lasche per il traffico all'interno della intranet aziendale, e contemporaneamente più stringenti per il traffico proveniente da Internet, ottenendo una maggiore sicurezza senza avere penalità nel funzionamento dei nodi.
I file di configurazione in formato testo sono, di norma, ben commentati e semplici da usare, malgrado Shorewall sia relativamente più complesso da utilizzare per i nuovi utenti di altri sistemi di firewall dotati di interfaccia utente grafica.

## Versione attuale
La versione stabile più recente è la 5.1.12. A cominciare dalla versione 4, shorewall è dotato di un compilatore delle regole in perl oltre che del precedente basato su script di shell.